# Glypta missouriana
Glypta missouriana är en stekelart som beskrevs av Dasch 1988. Glypta missouriana ingår i släktet Glypta och familjen brokparasitsteklar. Inga underarter finns listade i Catalogue of Life.